# Goulolo (Letefoho)
Goulolo ist ein osttimoresischer Suco im Verwaltungsamt Letefoho (Gemeinde Ermera).

## Geographie

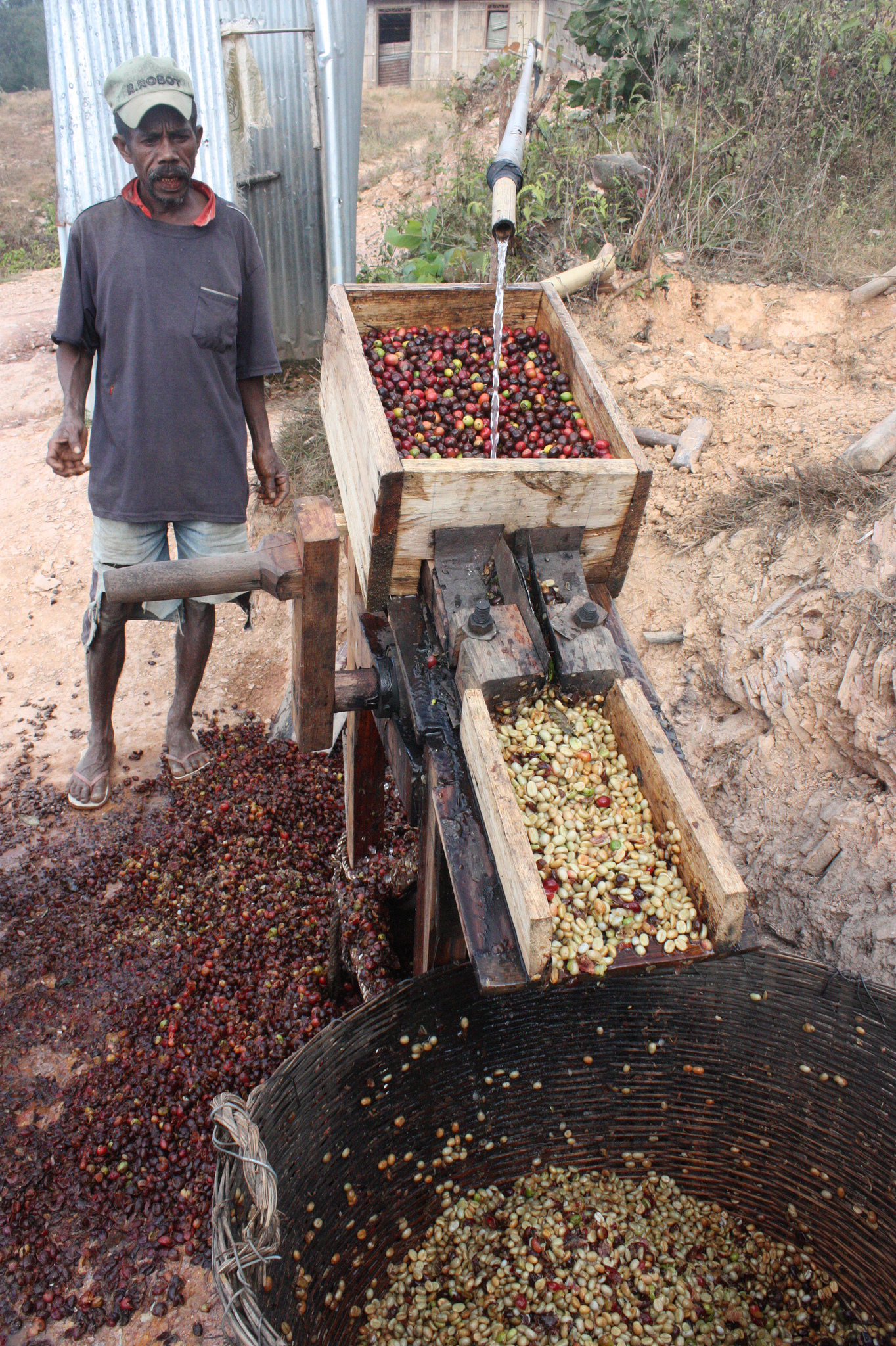
Kaffeeproduktion in Goulolo

Vor der Gebietsreform 2015 hatte Goulolo eine Fläche von 11,55 km². Nun sind es 15,87 km². Der Suco liegt im Norden des Verwaltungsamts Letefoho. Östlich liegt der Suco Eraulo, südöstlich der Suco Ducurai und südwestlich der Suco Haupu. Nordwestlich liegt das Verwaltungsamt Ermera mit seinen Sucos Raimerhei und Estado. Im Suco Goulolo entspringen die Flüsse Caraulun und Hatoe, die nach Westen in den Grenzfluss zum Verwaltungsamt Ermera münden. Es sind Nebenflüsse des Lóis.
Die Überlandstraße, die die Orte Letefoho und Gleno miteinander verbindet, führt quer durch den Suco. An ihr liegen die Orte Goulolo, Raipusa und Cailiti (Kailiti). Im äußersten Westen des Sucos Goulolo befindet sich das Dorf Betorema und im Südosten die Ortschaft Goulala (Gaulala, Gougala). Neben der Grundschule Escola Primaria No. 231 Goulolo in Goulolo gibt es auch in Goulala eine Grundschule.
Im Suco befinden sich die vier Aldeias Beturema, Cailiti, Goulala und Goulolo.

## Einwohner
In Goulolo leben 1.447 Einwohner (2022), davon sind 740 Männer und 707 Frauen. Im Suco gibt es 300 Haushalte. Über 66 % der Einwohner geben Tetum Prasa als ihre Muttersprache an. Über 32 % sprechen Mambai, Minderheiten Makasae oder Kemak.

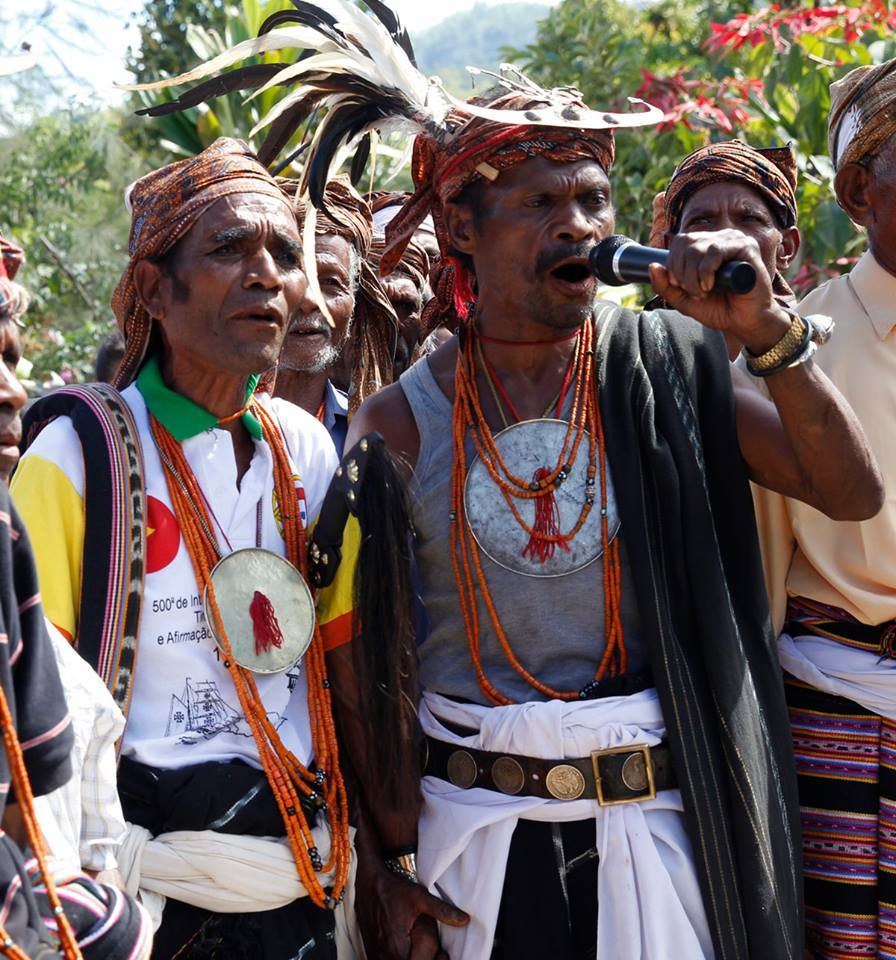
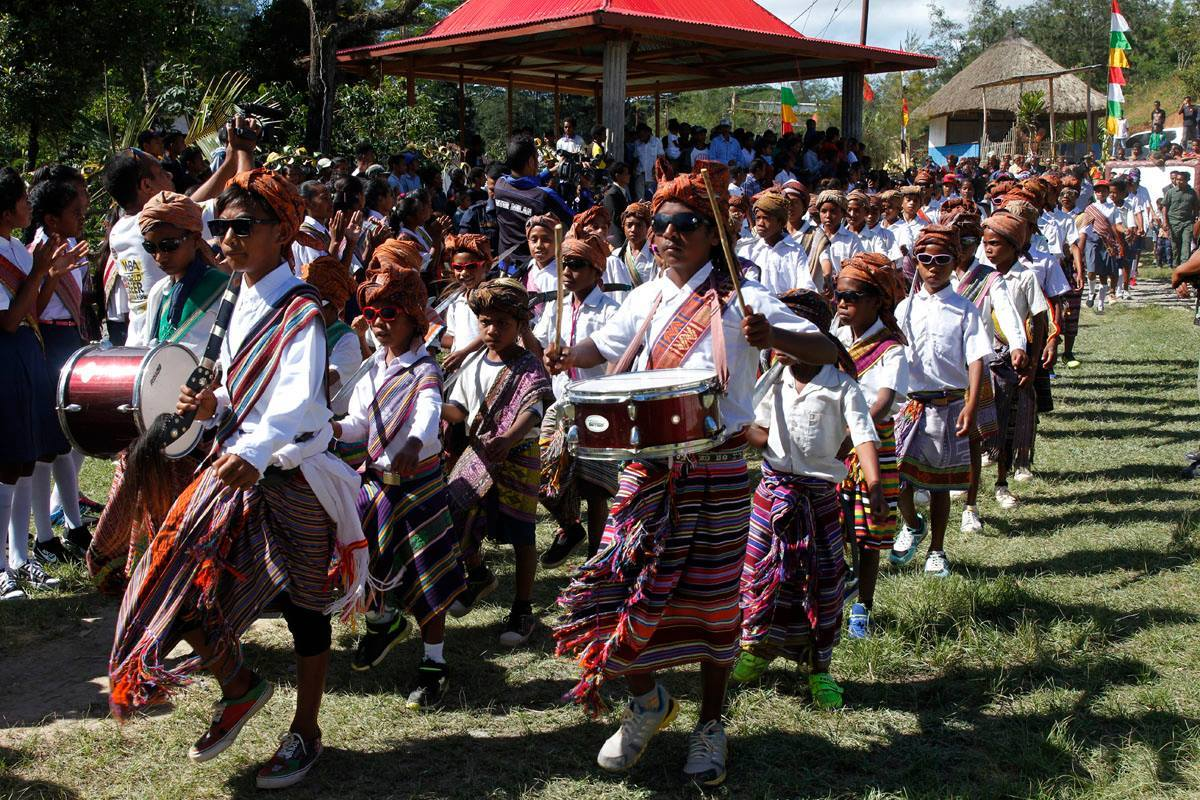
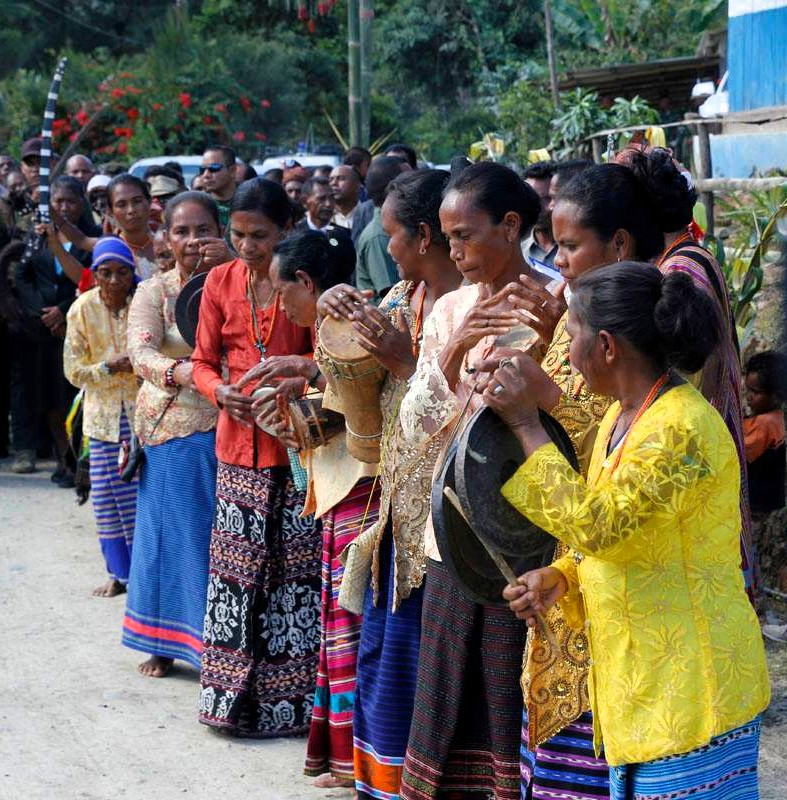
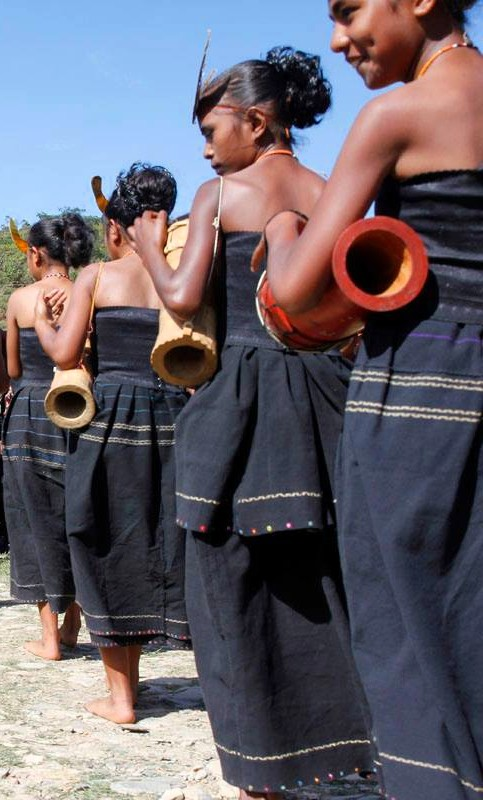
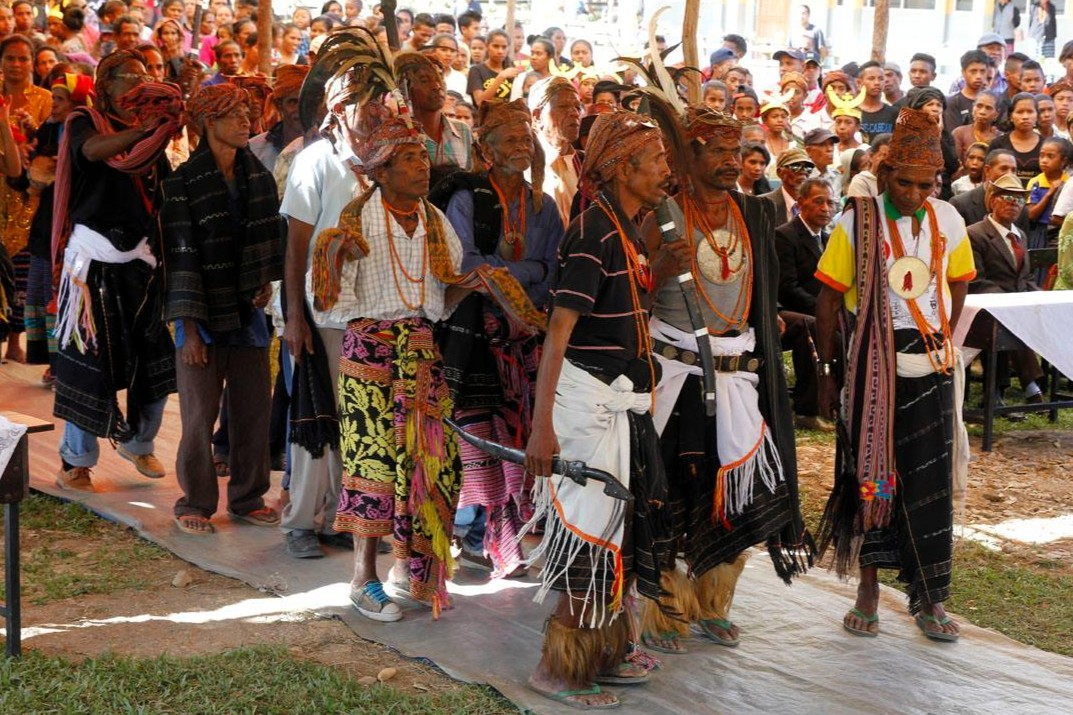

## Geschichte
In Goulolo gab es Ende 1979 ein Internierungslager für Zivilisten, ein sogenanntes Transit Camp, das von der indonesischen Besatzungsmacht eingerichtet wurde. und wurde 2016 in seinem Amt bestätigt.

## Politik

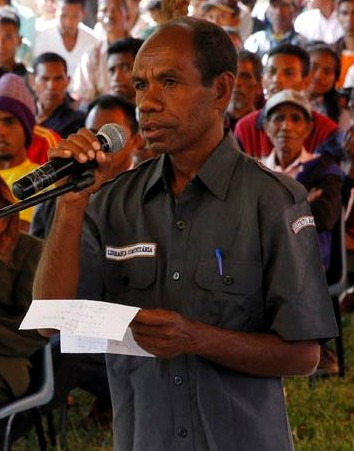
João de Deus (2016)

Bei den Wahlen von 2004/2005 wurde Miguel Soares zum Chefe de Suco gewählt. Bei den Wahlen 2009 gewann João de Deus.